# Atmetochilus atriceps
Atmetochilus atriceps is een spinnensoort in de taxonomische indeling van de bruine klapdeurspinnen (Nemesiidae).
Atmetochilus atriceps werd in 1900 beschreven door Pocock.